# Distrito electoral de Union Creek (condado de Stanton, Nebraska)
Union Creek (en inglés: Union Creek Precinct) es un distrito electoral ubicado en el condado de Stanton en el estado estadounidense de Nebraska. En el Censo de 2010 tenía una población de 113 habitantes y una densidad poblacional de 1,21 personas por km².

## Geografía
Union Creek se encuentra ubicado en las coordenadas 41°53′16″N 97°18′42″O / 41.88778, -97.31167. Según la Oficina del Censo de los Estados Unidos, Union Creek tiene una superficie total de 93.01 km², de la cual 92.67 km² corresponden a tierra firme y (0.36%) 0.34 km² es agua.

## Demografía
Según el censo de 2010, había 113 personas residiendo en Union Creek. La densidad de población era de 1,21 hab./km². De los 113 habitantes, Union Creek estaba compuesto por el 98.23% blancos, el 0% eran afroamericanos, el 0% eran amerindios, el 0.88% eran asiáticos, el 0% eran isleños del Pacífico, el 0.88% eran de otras razas y el 0% pertenecían a dos o más razas. Del total de la población el 1.77% eran hispanos o latinos de cualquier raza.